# John Henry Godfrey
John Henry Godfrey (10 juillet 1888 - 29 août 1970) est un officier de la Royal Navy et de la Royal Indian Navy, spécialisé dans la navigation.
Godfrey est fait capitaine en 1928, contre-amiral en 1939, vice-amiral en 1942 et amiral à la retraite en 1945. Il est directeur du NID de 1939 à 1943. En plus d'être fait un compagnon de l'ordre du Bain en 1939, il reçoit également l'ordre du Nil et est fait chevalier de la Légion d'honneur. Ian Fleming s'est inspiré de Godfrey pour le personnage de M.

## Dans la culture populaire
- 2022 : Operation Mincemeat de John Madden

## Sources
- (en) Cet article est partiellement ou en totalité issu de l’article de Wikipédia en anglais intitulé « John Henry Godfrey » (voir la liste des auteurs).